# Carolina Cermelli
Carolina Cermelli (31 de enero de 2001) es una nadadora panameña. Compitió en el Campeonato Mundial de Natación de 2017 en la modalidad de 50 metros espalda. Representó a su país en los Juegos Olímpicos de la Juventud 2018 en la misma modalidad.